# Christophe André
Pour les articles homonymes, voir André.
Christophe André, né le 12 juin 1956 à Montpellier, est un psychiatre et psychothérapeute français.

## Biographie
Né d'un père marin reconverti en représentant de commerce en papeterie et d'une mère institutrice, Christophe André grandit à Toulouse. Marié, il est père de trois filles nées entre 1993 et 1998,.
Il soutient une thèse en médecine à Toulouse en 1980, puis son mémoire de psychiatrie en 1982. De 1992 à 2018, il exerce à l’hôpital Sainte-Anne à Paris, au sein du service hospitalo-universitaire de santé mentale et de thérapeutique. Il est spécialisé dans le soin des troubles anxieux et dépressifs, et tout particulièrement dans le domaine de la prévention des rechutes.
Christophe André est l’un des chefs de file des thérapies comportementales et cognitives en France, et a été l’un des premiers à y introduire l’usage de la méditation de pleine conscience en psychothérapie.
Chargé d’enseignement à l’université Paris-Nanterre, il est l’auteur de nombreux livres de psychologie à destination du grand public[évasif]. Il a également conseillé des entreprises et fait des conférences.
Son ouvrage Imparfaits, libres et heureux est couronné du prix Psychologies-Fnac 2007[réf. souhaitée].
Depuis 2015, il est chroniqueur régulier sur France Inter dans l'émission Grand bien vous fasse, d'Ali Rebeihi.
Il est lauréat en 2016 du Prix Jean Bernard, de la Fondation pour la recherche médicale.

## Principales publications à destination du grand public
- Les Thérapies cognitives, Paris, Morisset, 1995
- Dépression et Psychothérapie, Neuilly-sur-Seine, Ardix médical & Paris, PIL, 1996
- La Timidité, Paris, Presses universitaires de France, 1997 (4e éd. mise à jour en 2022)
- Les Phobies, Paris, Flammarion, coll. « Dominos », 1999
- Petites Angoisses et Grosses Phobies (avec l'illustrateur Muzo), Paris, éditions du Seuil, 2002 (réimprimé en 2010 sous le titre Je dépasse mes peurs et mes angoisses)
- Vivre heureux : psychologie du bonheur, Paris, éditions Odile Jacob, 2003
- Petits Complexes et Grosses Déprimes (avec des illustrations de Muzo), Paris, éditions du Seuil, 2004 (réimprimé en 2010 sous le titre Je guéris mes complexes et mes déprimes)
- Psychologie de la peur : craintes, angoisses et phobies, Paris, éditions Odile Jacob, 2004
- De l’art du bonheur : 25 leçons pour vivre heureux, Paris, L'Iconoclaste, 2006
- Imparfaits, libres et heureux : pratiques de l’estime de soi, Paris, éditions Odile Jacob, 2006 Prix Psychologies-Fnac 2007
- Petits Pénibles et Gros Casse-pieds (avec le dessinateur Muzo), Paris, éditions du Seuil, 2007 (réimprimé en 2011 sous le titre Je résiste aux personnalités toxiques et autres casse-pieds)
- Les États d’âme : un apprentissage de la sérénité, Paris,éditions Odile Jacob, 2009
- Petites Histoires d'estime de soi, Paris, éditions Odile Jacob, 2009
- Méditer, jour après jour : 25 leçons pour vivre en pleine conscience, Paris, L'Iconoclaste, 2011 (accompagné d'un CD MP3 contenant 10 méditations guidées par la voix de l'auteur)
- Sérénité : 25 histoires d'équilibre intérieur, Paris, éditions Odile Jacob, 2012
- Et n'oublie pas d'être heureux : Abécédaire de psychologie positive. Paris, éditions Odile Jacob, 2014, 399 p. (OCLC 874055938)
- Trois Minutes à méditer  (accompagné d'un CD audio mp3 de 40 méditations) (essai), Paris, L'Iconoclaste, coll. « IC. Méditation », 2017 (ISBN 979-10-95438-29-8, présentation en ligne, lire en ligne)
- La Vie intérieure, Paris, L'Iconoclaste, 2018, 195 p. (ISBN 979-10-95438-58-8)
- Le Temps de méditer, Paris, L'Iconoclaste, 2019  (ISBN 978-2-37880-079-6 et 2-37880-079-7) (OCLC 1108753604)
- Consolations, L'Iconoclaste, 2022  (ISBN 9782378802745).
- S'estimer et s'oublier, Paris, éditions Odile Jacob, 2024  (ISBN 978-2-415-00751-5).

### En collaboration
- La Peur des autres : trac, timidité et phobie sociale (avec Patrick Légeron), Paris, éditions Odile Jacob, 1995 (2e éd., en 1998; 3e éd., revue et corrigée, en 2000; nouvelle éd. avec Antoine Pelissolo en jan. 2023)
- Chers Patients : petit traité de communication à l'usage des médecins (avec François Lelord et Patrick Légeron), Levallois-Perret, Le Quotidien du médecin, 1996
- Comment gérer les personnalités difficiles (avec François Lelord), Paris, éditions Odile Jacob, 1996
- La Gestion du stress (avec Patrick Légeron et François Lelord), Neuilly-Plaisance, Bernet-Danilo, 1998
- Le Stress (avec François Lelord et Patrick Légeron), Toulouse, Privat, 1998
- L'Estime de soi : s'aimer pour mieux vivre avec les autres (avec François Lelord), Paris, éditions Odile Jacob, 1999 (2e éd.. en 2007)
- La Force des émotions : amour, colère, joie (avec François Lelord), Paris, éditions Odile Jacob, 2001
- Psychologie positive : le bonheur dans tous ses états (avec Thomas d'Ansembourg, Isabelle Filliozat, etc.), Bernex-Genève, éd. Jouvence, 2011
- Christophe André, Matthieu Ricard et Alexandre Jollien, Trois Amis en quête de sagesse, Paris, L'Iconoclaste et Allary Éditions, 2016, 389 p. (ISBN 979-10-95438-01-4) (réédition Paris, éditions J'ai lu coll. « Bien être », 2017, 478 p.  (ISBN 978-2-290-16652-9))
- À nous la liberté, avec Matthieu Ricard et Alexandre Jollien, L'Iconoclaste-Allary Éditions, 2019

### Ouvrages collectifs
- Phobies et Obsessions, Vélizy, Doin, 1998
- Guide de psychologie de la vie quotidienne, Paris, éditions Odile Jacob, 2008
- Secrets de psys : ce qu'il faut savoir pour aller bien, Paris, éditions Odile Jacob, 2010
- Conseils de psys : 100 réponses d'experts pour mieux vivre ses petits travers, Paris, L'Express, 2012 (réédité par les éditions Odile Jacob en 2013)